# Gascogne
Gascogne er en historisk provins i det sydvestlige Frankrig som omfatter departementerne Landes, Gers og Hautes-Pyrénées samt dele af Pyrénées-Atlantiques, Lot-et-Garonne, Tarn-et-Garonne, Haute-Garonne, Gironde og Ariège.
Store dele af Gascogne er beboet af baskere, og selve navnet Gascogne kommer fra romernes navn på baskerne, vascones.
Hovedstaden i den historiske provins var Auch.

## Geografi
De vigtigste byer er:
- Auch, den historiske hovedstad
- Bayonne
- Bordeaux
- Dax
- Lourdes
- Luchon
- Mont-de-Marsan
- Pau
- Tarbes

## Madkultur
Gascogne er kendt for udtrykket "douceur de vivre" (livets sødme): Her produceres både den berømte franske gåselever ("foie gras") og brandyen armagnac.

## Kendte fra Gascogne
- Karl 14. Johan, født i Gascognes største by, Pau.
- d'Artagnan, hovedperson i Alexandre Dumas' roman De Tre Musketerer.